# اندیس آنومالی گوگجه
آنومالی گوگجه یک اندیس فلزی است که در حوالی شهر باینجوب استان کردستان قرار دارد و مادهٔ معدنی موجود در آن، آهن است.سنگ میزبان این اندیس شیل، آهک، بازالت، شیست است  